# Беррак
Берра́к (фр. Berrac) — коммуна во Франции, находится в регионе Юг — Пиренеи. Департамент — Жер. Входит в состав кантона Лектур. Округ коммуны — Кондом.
Код INSEE коммуны — 32047.

## География

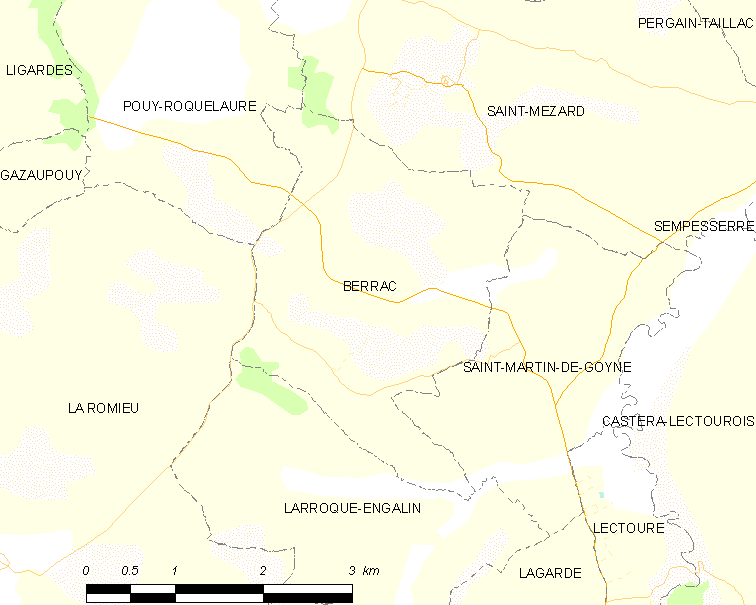
Карта коммуны

Коммуна расположена приблизительно в 560 км к югу от Парижа, в 85 км северо-западнее Тулузы, в 45 км к северу от Оша.

## Климат
Климат умеренно-океанический. Лето жаркое и немного дождливое, температура часто превышает 35 °С. Зимой часто бывает отрицательная температура и ночные заморозки. Годовое количество осадков — 700—900 мм.

## Население
Население коммуны на 2010 год составляло 108 человек.
| 1962 | 1968 | 1975 | 1982 | 1990 | 1999 | 2010 |
| ---- | ---- | ---- | ---- | ---- | ---- | ---- |
| 161  | 128  | 102  | 90   | 101  | 90   | 108  |

## Администрация
| Период | Период | Фамилия        | Партия              | Примечания |
| ------ | ------ | -------------- | ------------------- | ---------- |
| 1965   | 2001   | Андре Бон      |                     |            |
| 2001   | 2014   | Жан-Поль Лабан | Движение за Францию |            |
| 2014   | 2020   | Филипп Огюстен |                     |            |

## Экономика
В 2010 году среди 69 человек трудоспособного возраста (15-64 лет) 47 были экономически активными, 22 — неактивными (показатель активности — 68,1 %, в 1999 году было 69,0 %). Из 47 активных жителей работали 43 человека (23 мужчины и 20 женщин), безработных было 4 (3 мужчин и 1 женщина). Среди 22 неактивных 5 человек были учениками или студентами, 12 — пенсионерами, 5 были неактивными по другим причинам.

## Достопримечательности
- Замок Кадрей[фр.] (XVII век). Исторический памятник с 1973 года[4]
- Церковь Св. Марцелла
- Часовня Нотр-Дам-д’Эскло